# Emma Wiesner

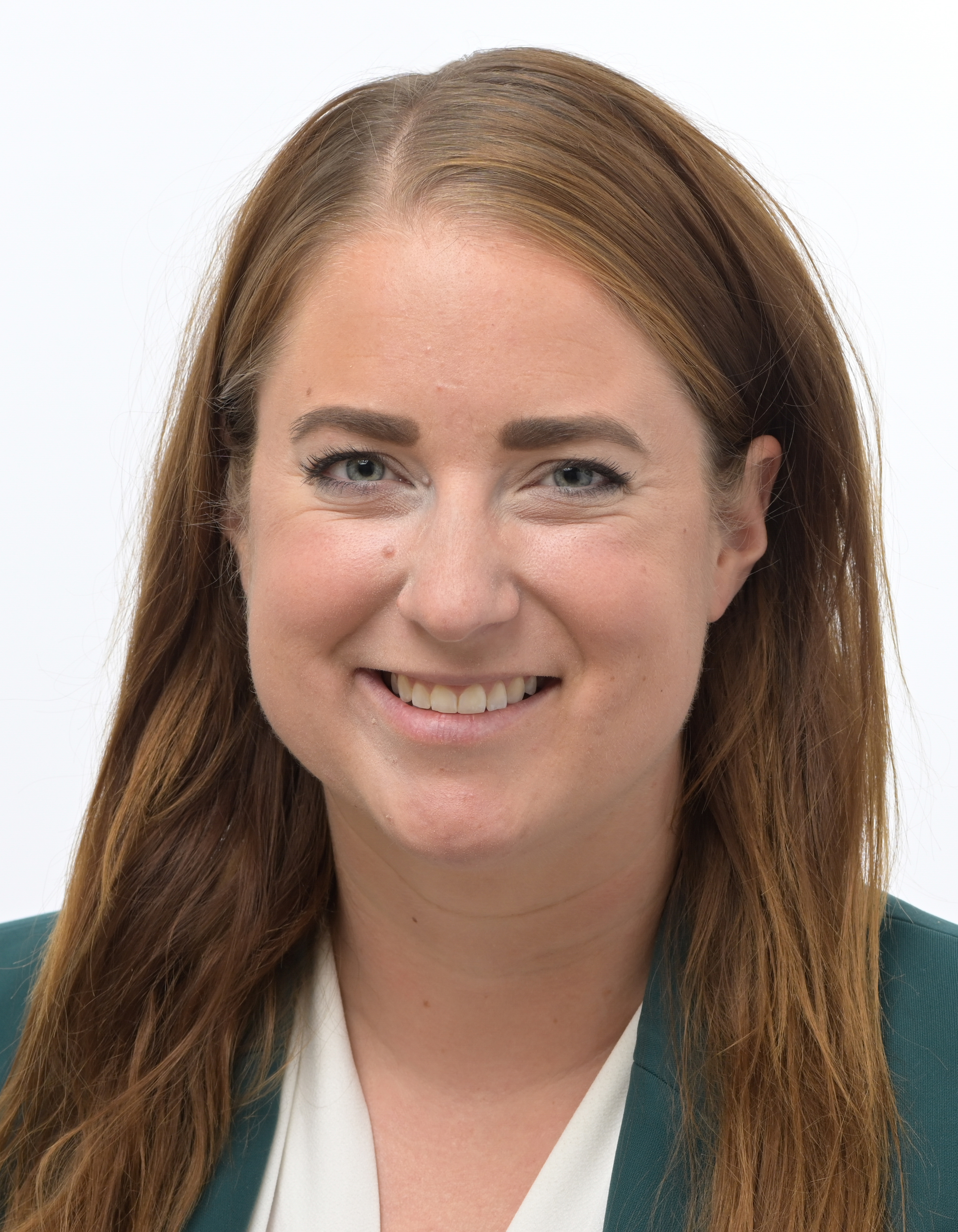
Emma Wiesner (2024)

Emma Wiesner (geboren am 11. November 1992 in Västerås) ist eine schwedische Ingenieurin und Politikerin (Centerpartiet). Im Februar 2021 rückte sie für den ausgeschiedenen Europaabgeordneten Fredrick Federley ins Europaparlament nach und ist seitdem Mitglied der Fraktion Renew Europe.

## Leben

### Ausbildung und berufliche Karriere
Emma Wiesner wurde am 11. November 1992 in der zentralschwedischen Stadt Västerås geboren. Nach ihrer Schulausbildung an der Rönnbyskolan und am Rudbeckianska Gymnasiet studierte sie von 2011 bis 2017 Ingenieurwissenschaften an der Universität Uppsala. Während ihres Studiums absolvierte sie im Herbst 2016 ein Praktikum als Politikberaterin im Büro des schwedischen Unternehmensverbandes in Brüssel. Nach ihrem Abschluss arbeitete sie in den Jahren 2017–2019 als Analystin bei Sweco. Anschließend war sie Northvolt tätig, wo sie sich mit öffentlichen Angelegenheiten in Nachhaltigkeitsfragen befasste. Im Juni 2020 erhielt sie einen Sitz im Transparenzrat der Energiemarktinspektion (Ei).

### Politik

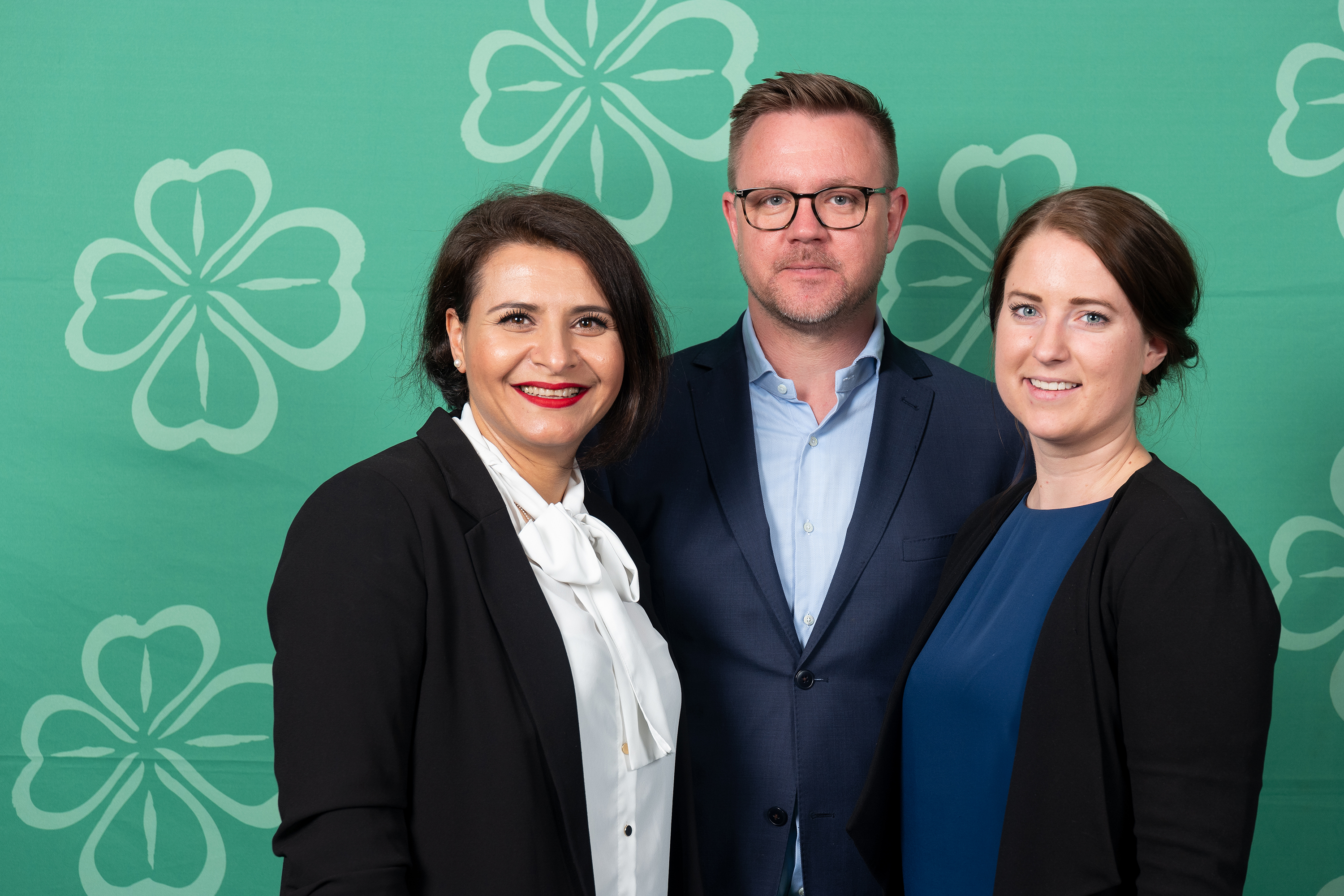
Emma Wiesner (rechts) mit den Europaabgeordneten Abir Al-Sahlani und Fredrick Federley

Emma Wiesner begann ihr politisches Engagement nach eigenen Angaben als 13-Jährige, nachdem sie Al Gores Film An Inconvenient Truth gesehen hatte. In einem Interview sagte sie, dass sie zuerst über einen Beitritt bei den Grünen nachgedacht habe, aber schnell verstanden habe, dass sie „liberal“ sei und glaube, dass der Einzelne im Mittelpunkt stehe und sie ein Technologieoptimistin sei. Sie trat der Jugendorganisation der Centerpartiet bei und gründete einen Ortsverband in ihrer Heimatstadt Västerås. 2008 war sie Bezirksvorsitzende der Organisation in Västmanland, von 2015 bis 2018 saß sie im nationalen Vorstand der Studierendenorganisation der Centerpartiet.
Für die Europawahlen 2019 nominierte ihre Partei sie für den dritten Listenplatz. Die Centerpartiet gewann deutlichen an Stimmen (plus 4,3 Prozent) und gewann damit zwei der 21 schwedischen Mandate, womit Wiesner trotz ihrer 20.683 Vorzugsstimmen den direkten Einzug verpasste. Im Dezember 2020 trat der Europaabgeordnete Fredrick Federley (Centerpartiet) von seinem Mandat zurück. Die Centerpartiet kündigte an, dass Wiesner seinen Mandat übernehmen würde. Sie trat dies offiziell am 4. Februar 2021 an.
Wiesner trat, wie schon ihre beiden Parteikollegen, der liberalen Fraktion Renew Europe bei. Sie war zum Beitritt mit 28 Jahren die jüngste Europaabgeordnete ihrer Fraktion. Wiesner übernahm die Ausschussmitgliedschaften des Abgeordneten Federley, sodass sie ihre Fraktion im Ausschuss für Umweltfragen, öffentliche Gesundheit und Lebensmittelsicherheit und Fischereiausschuss vertritt. Des Weiteren ist sie stellvertretendes Mitglied im Ausschuss für Industrie, Forschung und Energie, im Ausschuss für Landwirtschaft und ländliche Entwicklung und im Untersuchungsausschuss im Zusammenhang mit dem Schutz von Tieren beim Transport.
Aufsehen erregte Wiesner am 14. März 2023, als sie sich in ihrer Rede im EU-Parlament auf Deutsch direkt an die deutsche Bundesregierung wandte und die deutsche Blockade des Verbrenner-Aus kritisierte. Sie warf der Ampel-Koalition vor, das EU-Klimaschutzpaket „Fit for 55“ durch die Blockade des geplanten Verbrenner-Aus' zu gefährden.